# Amarok (mitología)
Amarok es el nombre de un lobo gigantesco y solitario de la mitología inuit que devora a cualquiera que se atreva a cazar de noche. 
El geólogo danés Henry Rink, reportó en el siglo XIX que el término amarok era usado en Groenlandia para referirse únicamente a este ser mitológico mientras que en otras regiones esquimales el término era usado para referirse a cualquier lobo. Los reportes más modernos indican, en efecto, que la palabra amarok es usado por los inuits de las islas árticas de Canadá para referirse a la especie de lobo blanco Canis lupus arctos, con las variaciones lingüísticas amagok y amaguk.
Rink también reporta algunas leyendas sobre ciertas capacidades místicas de este ser. En una historia, un niño inuit huérfano de padre y humillado por su tribu, llamado Kagsagsuk, invoca al Señor de la Fuerza, quien se le aparece en la forma de un amarok y le otorga la fuerza suficiente para "vencer a tres osos".  En otra narración, un par de cazadores se dan a la búsqueda del amarok, encontrando solamente a sus cachorros a los cuales matan, los cazadores se retiraron y se escondieron en una cueva desde donde vieron llegar al amarok, quien al darse cuenta de la muerte de sus cachorros bajó al lago y comenzó a aullar a algo que aparecía una forma humano, en el acto, aun estando escondido en la cueva, uno de los cazadores cayó muerto ya que el amarok "lo había descubierto y había robado el alma de su cuerpo".
Es considerado algunas veces como similar al waheela de la criptozoología.